# 赵河街道
赵河街道是中华人民共和国河南省南阳市社旗县下辖的一个街道办事处，2012年撤销城郊乡，彭岗村、李林庄村划归赊店镇，其余管辖地区分为赵河街道和潘河街道。

## 行政区划
赵河街道下辖以下地区：
河南街村、谭营村、孔庄村、刘庄村、代营村、何庙村、官寺村、埠口村和高庄村。